# O Magnum Mysterium (Lauridsen)
O Magnum Mysterium ist eine Motette für A-cappella-Chor von Morten Lauridsen aus dem Jahr 1994. Sie wurde auch wegen ihres geheimnisvollen musikalischen Charakters zu einer der populärsten Kompositionen Lauridsens.

## Geschichte
Morten Lauridsen – seit 1967 als Professor für Komposition an der Thornton School of Music der University of Southern California tätig – komponierte O Magnum Mysterium im Jahr 1994, die Dauer der Komposition betrug sechs Monate.
Die Uraufführung erfolgte am 18. Dezember 1994 unter dem Dirigat von Paul Salamunovich. Vor der Aufführung kündigte der Dirigent an: Until now, Vittoria’s „O Magnum Mysterium“ has been the most beautiful and well recognized setting of this text composed to date. I predict that will change after tonight. (Übersetzung: „Bis zum heutigen Tag war Vittorias O Magnum Mysterium die schönste und bekannteste Fassung dieses Textes, die komponiert wurde. Ich prognostiziere, dass sich dies nach diesem Abend ändern wird.“)
1995 wurde die Komposition veröffentlicht, sie fand nach einigen Jahren weit verbreitetes Lob.

## Text
Der lateinische Text zu O Magnum Mysterium entstammt der westlichen Liturgie, genauer aus der Matutin zu Weihnachten. Er wurde mehr als zwanzig mal vertont.
Lateinischer Text

O magnum mysterium,

et admirabile sacramentum,

ut animalia viderent Dominum natum,

jacentem in praesepio!

Beata Virgo, cujus viscera meruerunt

portare Dominum Christum.

Alleluia!
Deutscher Text

O großes Geheimnis,

und wunderbares Heiligtum,

dass Tiere den geborenen Herrn sahen,

in der Krippe liegend!

Selig die Jungfrau, deren Leib würdig war,

Christus den Herrn zu tragen.

Halleluja!

## Musik

### Intentionen des Komponisten
Lauridsen wurde laut eigener Aussage von dem Gemälde Teller mit Zitronen, Korb mit Orangen und Tasse mit Rose von Francisco de Zurbarán inspiriert. Es war ihm besonders wichtig, seine Gedanken über die Jungfrau Maria, die ihm durch das Gemälde gekommen waren, musikalisch umzusetzen.

### Besetzung
Die Motette ist in Lauridsens Originalfassung für Chor a-cappella gesetzt und folgt somit der kompositorischen Tradition der Renaissancemusik. Die vier Grundstimmen teilen sich in bis zu neunstimmigen Gesang auf, dennoch bestreiten alle vier Stimmen weite Teile des Werks ohne Aufteilung.

### Musikalische Analyse
O Magnum Mysterium steht in D-Dur. Die Taktart wechselt zwischen 4/4- und 3/2-Takten. Als Tempo wird Adagio mit molto legato e espressivo und eine ungefähre Dauer von 5:45 Minuten angegeben. Die Dynamik steigert sich sehr langsam von pianissimo zu Beginn hin zu einem Höhepunkt („Alleluia!“) in forte und nimmt wieder ab, bis das Stück in pianopianissimo endet.
Die Motette lässt sich in viele Abschnitte unterteilen; Der Chor kommt am Ende eines Abschnitts kurz vollständig zur Ruhe, zu Beginn eines jeden Abschnitts gibt der Komponist neue Interpretationsanweisungen.
Lauridsen nutzt viele konsonante und wenige dissonante Akkorde an ausgewählten Stellen. Durch das Zusammenspiel aus einem meist leisem Stück mit überraschenden Dissonanzen erzeugt es einen geheimnisvollen und mystischen musikalischen Charakter, die Harmonien werden auch als „himmlisch“ beschrieben.

## Aufnahmen
Der Komponist gründete 1997 den Nordic Chamber Choir, um seine Kompositionen aufzuführen. Es existieren unter anderem Aufnahmen des Rundfunkchors des WDR, des Nordic Chamber Choirs und des A-cappella-Ensembles Voces8.